# Шток (геология)
Шток (нем. Stock — палка, ствол) — относительно небольшое интрузивное тело неправильной формы.

## Описание
Относительно небольшое интрузивное тело, часто неправильной формы, но приближающейся к цилиндрической, и обычно крутопадающее. В вертикальном разрезе шток имеет форму колонны. В плане форма изометричная, неправильная.
Штоки относятся к типу несогласных интрузий.
От батолитов отличаются меньшими размерами.